# Ravenwood (Misuri)
Ravenwood es un pueblo ubicado en el condado de Nodaway en el estado estadounidense de Misuri. En el Censo de 2010 tenía una población de 440 habitantes y una densidad poblacional de 629,2 personas por km².

## Geografía
Ravenwood se encuentra ubicado en las coordenadas 40°21′9″N 94°40′18″O / 40.35250, -94.67167. Según la Oficina del Censo de los Estados Unidos, Ravenwood tiene una superficie total de 0.7 km², de la cual 0.7 km² corresponden a tierra firme y (0%) 0 km² es agua.

## Demografía
Según el censo de 2010, había 440 personas residiendo en Ravenwood. La densidad de población era de 629,2 hab./km². De los 440 habitantes, Ravenwood estaba compuesto por el 99.55% blancos, el 0.23% eran afroamericanos, el 0% eran amerindios, el 0% eran asiáticos, el 0% eran isleños del Pacífico, el 0% eran de otras razas y el 0.23% pertenecían a dos o más razas. Del total de la población el 0.23% eran hispanos o latinos de cualquier raza.